# Francisco Javier de Salas y Rodríguez-Morzo
Francisco Javier de Salas y Rodríguez-Morzo (Jerez de la Frontera, 21 de febrero de 1832-Valencia, 4 de abril de 1890) fue un marino español, capitán de navío y académico de la historia.

## Biografía
Graduado en Colegio Naval de San Fernando alcanzó el grado de capitán de navío. Fue redactor del Depósito Hidrográfico de la Marina y en 1867 miembro de número de la Real Academia de la Historia. 
Por sus méritos recibió la insignia de la Cruz de la Orden de Cristo portuguesa y la Cruz de la Diadema Real de Marina, así como la Cruz laureada de la Marina, esta última por los servicios prestados en la guerra de África. En 1899 trasladaron sus restos al Panteón de Marinos Ilustres de San Fernando, además una placa, colocada por el Ayuntamiento en 1932 en la casa donde nació, calle Porvera 38, le recuerda. 

## Obras
- La marina española de la Edad Media. Imp. Fortanet. Madrid, 1864.
- Marina española. Discurso histórico. Reseña de la vida en el mar. Memoria en contestación a un proyecto sobre el Ramo. Imp. Fortanet. Madrid, 1865.
- Expediciones marítimas de don Pedro I de Castilla y don Pedro IV de Aragón. Imp. Fortanet. Madrid, 1868.
- Historia de la matrícula del mar y examen de varios sistemas de Reclutamiento Marítimo. Fortanet. Madrid, 1870.
- Memoria sobre la industria y legislación de pesca que comprende desde el año 1870 al 1874. Madrid, 1876.
- Discurso sobre Colón y Juan Sebastián de Elcano. Imp. Fortanet. Madrid, 1879.
- Acciones navales modernas (1855-1900). Imp. Alemana. Madrid, 1903.